# Kwatta (theatergezelschap)

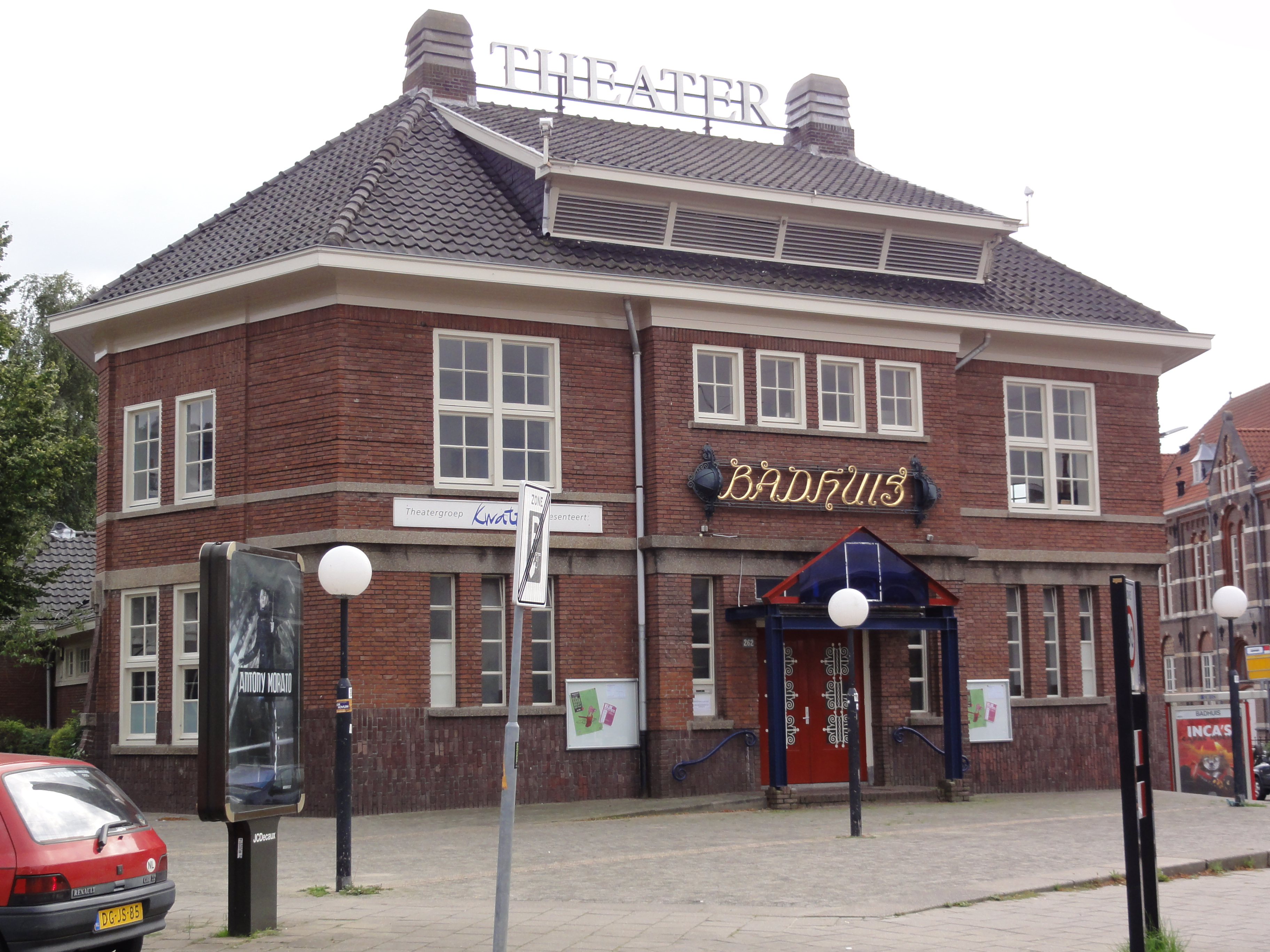
Theater Het Badhuis aan de Daalseweg in Nijmegen

Theatergroep Kwatta was het professionele jeugdtheatorgezelschap van Gelderland, gevestigd in Theater Het Badhuis te Nijmegen. Schrijver en regisseur Josee Hussaarts is de artistiek directeur van Theatergroep Kwatta. Kwatta werd in 2002 opgericht, nadat Tejater Teneeter in 2001 werd opgeheven. 
In 2023 werd het gezelschap genoodzaakt de deuren definitief te sluiten als gevolg van gebrek aan structurele subsidie en ondersteuning van het regionale theaterlandschap.

## Stijl
Kwatta speelt zoals de meeste jeugdtheatergezelschappen niet alleen in het theater, maar ook op bijvoorbeeld scholen.
Bij de voorstellingen gebruikt Kwatta verschillende disciplines, zoals animaties, mirakelspel, muziek en poppenspel. Sommige voorstellingen hebben een opera-achtige stijl waarbij fraaie decors, zang, klassieke muziek en zang worden gecombineerd. Tot de thematiek die de groep aan de orde stelt behoren ook zwaardere kwesties zoals de dood, religie, gebroken gezinnen  en de vluchtelingenproblematiek.

## Productie en ontvangst
Van de ruim 60 voorstellingen die Kwatta produceerde zijn er vele door de pers goed ontvangen. Een aantal waren ook succesvol buiten Nederland, met name de voorstellingen Jabber en Mismuis. Jabber is in verschillende Europese landen opgevoerd, maar ook in China, Egypte en de Verenigde Staten. Het is een voorbeeld van een voorstelling die qua thematiek en vormgeving bijzonder is. Het gaat over vogels van verschillende pluimage die gezamenlijk een nest moeten bewonen en op een of andere manier met elkaar moeten zien te communiceren.
De voorstelling Van drie oude mannetjes die niet dood wilden is in 2006 geselecteerd voor de International Performance for Youth Theatre (IPAY) in Philadelphia, Mismuis in 2014 en Hou van die hond in 2015. Andere voorstellingen, waaronder Dissus, kregen een Zilveren Krekel, de nominatie voor de Gouden Krekel, die jaarlijks wordt uitgereikt voor de beste Nederlandse jeugdtheatervoorstelling van het seizoen.
In 2020 leidde de COVID-19-pandemie tot beperking van theatervoorstellingen. Geplande voorstellingen en internationale tournees werden als gevolg van de pandemie afgelast. Gedurende de lockdowns en de sluiting van de theaters in 2020 en 2021 maakte Kwatta, als alternatief voor het fysieke theater, luistertheater en theater-tv en een internationale video/animatie productie waarin een van de personages van Jabber wereldwijd artiesten in hun (gedwongen) isolement bezoekt.
In 2021-2022 maakt Kwatta de voorstellingen Blote Konten en Metamorfosen. In het voorjaar van 2023 herneemt de theatergroep de succesvolle voorstelling Mismuis met twaalf voorstellingen in Theater het Badhuis. Gelijktijdig verschijnt het jubileumboek '20 jaar Kwatta, veel KUNST en vliegwerk', ontworpen door de grafische vormgevers van Studio Another Day. Dit is het laatste wat Kwatta voortbrengt.

## Conflicten en einde
De theatergroep is geruime tijd geplaagd door conflicten die omstreeks 2019 publiek werden en leidden tot een uittocht van bestuursleden en medewerkers. Ondanks de waardering voor het artistieke werk, besloot de Raad voor Cultuur in 2020 gezien het slechte zakelijke beleid en de financiële problemen die daaruit voortvloeiden negatief te beschikken over de rijkssubsidie. In maart 2021 werd bekend dat Kwatta geen rijkssubsidie in het kader van de culturele basisinfrastructuur (BIS) voor de periode 2021-2024 zou krijgen. Hieropvolgend viel ook de structurele provinciale subsidie weg en in maart 2022 kondigde het gezelschap aan medio 2022 de activiteiten te beëindigen. Met het jubileumboek '20 jaar Kwatta, veel KUNST en vliegwerk' laat Kwatta haar laatste stempel op het Gelderse jeugdtheater achter in 2023. 